# Miss Bolivia 2002
La 23.ª edición del certamen Miss Bolivia, correspondiente al año 2002 se celebró en la Zona del Chapare en la ciudad de Cochabamba, el 30 de agosto de 2002. Concursantes de los nueve departamentos bolivianos y el Litoral, compitieron por este título de belleza. Al finalizar la velada, la Miss Bolivia 2001, Paola Coimbra, entregó la corona a su sucesora.
- 18 candidatas del todo el país se dieron cita al evento que por primera vez contó con la participación de una Miss Valles, quien fue una tercera candidata local del Departamento de Cochabamba.
- La noche final fue el 30 de agosto de 2000 arrancó con la música folclórica de Tupay en la presentación en trajes típicos y luego en el ritmo electrónico de Safri Dúo animó el show en trajes de baño para luego desfilar en traje de baño y gala. El escenario tenía una decoración inspirada en las hojas de banano del Chapare para luego anunciar a las finalistas.

## Resultados Finales
| Resultado Final            | Departamento       | Candidata                |
| -------------------------- | ------------------ | ------------------------ |
| Miss Bolivia Universo      | - Miss Santa Cruz  | Irene Aguilera Vargas    |
| Miss Bolivia Mundo         | - Miss Beni        | Alejandra Montero Chávez |
| Miss Bolivia Internacional | - Miss Litoral     | Carla Ameller Zubelsa    |
| Miss Bolivia Tierra        | - Srta. Litoral    | Susana Vaca Díez         |
| Primera Finalista          | - Miss Cochabamba  | Esther Pacheceo          |
| Segunda Finalista          | - Srta. Cochabamba | Paola Arteaga            |
| Tercera Finalista          | - Miss Tarija      | Glenda Marañon           |

## Títulos Previos
Durante la competencia del Miss Bolivia2002 las candidatas lucharon por ganar algunos títulos previos,  así destacándose las favoritas.
| Título             | Departamento     | Candidata                |
| ------------------ | ---------------- | ------------------------ |
| Mejor Taaje Típico | Srta. Beni       | Fabiola Duran            |
| Mejor Cabellera    | Miss Santa Cruz  | Irene Aguilera Vargas    |
| Miss Amistad       | Srta. Chuquisaca | Diana Eglin Nuñez        |
| Miss Sonrisa       | Miss Beni        | Alejandra Montero Chávez |
| Miss Fotogénica    | Señorita Litoral | Susana Vaca Díez         |
| Mejor Rostro       | Señorita Litoral | Susana Vaca Díez         |
| Miss Talento       | Miss Valle       |                          |

## Candidatas Oficiales
- 18 candidatas de los 9 departamentos del país concursaron por la corona del  Miss Bolivia 2002

| Candidata        | Nombre                      | Edad   | Altura |
| ---------------- | --------------------------- | ------ | ------ |
| Miss Beni        | Alejandra Montero Chávez    | 17     | 1,75 m |
| Srta. Beni       | Fabiola Durán               |        |        |
| Miss Cochabamba  | Esther Pacheco              |        | 1,86 m |
| Srta. Cochabamba | Paola Arteaga               |        |        |
| Miss Chuquisaca  | Karina Fabiola Molina Barja | 1,72 m |        |
| Srta. Chuquisaca | Diana Eglin Núñez           |        | 1,70 m |
| Miss La Paz      | Lourdes Polo                |        |        |
| Srta. La Paz     | Sharon Davis                |        |        |
| Miss Litoral     | Carla Ameller Zubelsa       |        |        |
| Srta. Litoral    | Susana Vaca Díez            |        |        |
| Miss Oruro       | Brita Karenine Jordan Funk  | 18     |        |
| Srta. Oruro      |                             |        |        |
| Miss Pando       | Briseika Oliveira Galindo   |        | 1,70 m |
| Srta. Pando      |                             |        |        |
| Miss Potosí      |                             |        | m      |
| Srta. Potosí     | Gisel Zárate Gumiel         |        | 1,69 m |
| Miss Santa Cruz  | Irene Aguilera Vargas       |        |        |
| Srta. Santa Cruz |                             |        |        |
| Miss Tarija      | Glenda Marañón              |        | 1,73 m |
| Srta. Tarija     |                             |        |        |

## Datos
- La más alta de la competencia es Miss Cochabamba con 1,85 metros y la más baja de la competencia es Srta. Potosí con 1,68 metros

| Predecesor: Miss Bolivia 2001 | Miss Bolivia 2002 30 de agosto de 2002 | Sucesor: Miss Bolivia 2003 |

- Datos: Q20994932